# Geria restituta
Geria restituta là một loài bướm đêm trong họ Noctuidae.